# Latarnia morska w Pervalce
Latarnia morska w Pervalce (lit. Pervalkos švyturys) – latarnia morska na Litwie.

## Położenie
Latarnia usytuowana jest na małej sztucznej wysepce nad Zalewem Kurońskim, znajduje się 300 metrów od brzegu Mierzei Kurońskiej. Latarnia znajduje się w granicach niewielkiej miejscowości Pervalka, okręg kłajpedzki.

## Historia
Latarnia morska w Pervalce została wybudowana w 1900 roku, a przebudowywano ją kolejno w 1948 i 1960 roku. Przebudowując w 1960 roku zabezpieczono z trzech stron wysepkę, na której znajduje się latarnia, żelbetowymi blokami, aby zapobiec rozmyciu.

## Charakterystyka
Latarnia jest zautomatyzowana, błyska białym światłem, sięgającym 13 km. Podstawa wieży latarni zbudowana jest z kamienia i pomalowana na czerwono; szczyt wieży jest cylindrycznego kształtu, wykonany z blachy. Wysokość budowli wynosi 14 m, a wysokość światła jest usytuowana na 15 m n.p.m.